# Tarantella (album)
Tarantella – album szwedzkiego kontrabasisty Larsa Danielssona z udziałem polskiego pianisty Leszka Możdżera, norweskiego trębacza Mathiasa Eicka, amerykańskiego perkusisty Erika Harlanda oraz brytyjskiego gitarzysty Johna Parricelliego. Wydawnictwo ukazało się 23 lutego 2009 roku nakładem wytwórni muzycznej ACT Music. Nagrania zostały zarejestrowane w Nilento Studio w Göteborgu w Szwecji w kwietniu, sierpniu i październiku 2008 roku. Dodatkowe nagrania zostały zrealizowane w Tia Dia Studio w Molnlycke w Szwecji. Miksowanie i mastering odbył się w Nilento Studio w październiku 2008 roku.  
Album dotarł do 48. miejsca polskiej listy przebojów – OLiS i uzyskał certyfikat złotej płyty.

## Lista utworów
Opracowano na podstawie materiału źródłowego.
1. „Pegasus” (muz. Lars Danielsson) – 3:31
2. „Melody On Wood” (muz. Lars Danielsson) – 5:49
3. „Traveller’s Wife” (muz. Lars Danielsson) – 2:49
4. „Traveller’s Defense” (muz. Lars Danielsson) – 4:22
5. „1000 Ways” (muz. Eric Harland, Lars Danielsson, Leszek Możdżer, Mathias Eick) – 4:32
6. „Ballet” (muz. Lars Danielsson) – 5:03
7. „Across the Sun” (muz. Lars Danielsson) – 4:12
8. „Introitus” (muz. Lars Danielsson) – 3:17
9. „Fiojo” (muz. Leszek Możdżer) – 4:30
10. „Tarantella” (muz. Lars Danielsson) – 5:02
11. „Ballerina” (muz. Lars Danielsson) – 3:48
12. „The Madonna” (muz. Lars Danielsson) – 6:27
13. „Postludium” (muz. Lars Danielsson) – 4:26